# Polsteam

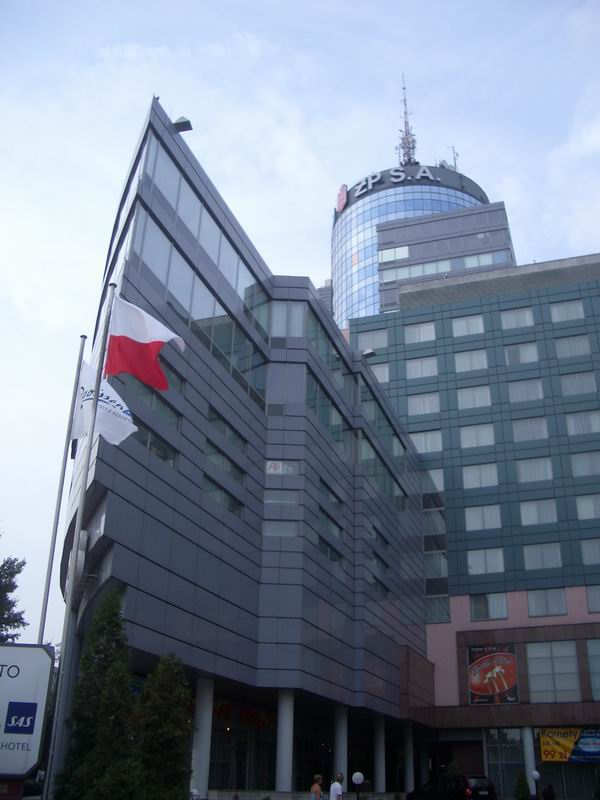
Штаб-квартира PŻM в Щецине

Polsteam (польск. Polska Żegluga Morska, PŻM, рус. Польское морское пароходство, англ. Polish Steamship Company) — польская государственная судоходная компания, основанная в 1951 году — один из крупнейших судовладельцев и перевозков навалочных грузов.
Главной специализацией Polska Żegluga Morska является перевозка сыпучих грузов, в особенности зерна.
Флот компании насчитывает 76 судов общим дедвейтом 2,7 миллиона тонн.

## История
Компания появилась в 1951 году в городе Щецин в результате объединения двух судоходных компаний Polish Shipping и GAL (Gdynia-Amerika Linie Żeglugowe).
Изначально флот компании насчитывал 11 судов общим дедвейтом 27 тыс. тонн., среди которых был теплоход «Солдек» ныне преобразованный в мемориальный музей польского флота.

## Флот
Сегодня под управлением Polska Żegluga Morska находится 76 судов, общий дедвейт которых составляет 2,7 миллиона тонн. Это позволяет компании входить в десятку крупнейших судоходных компаний мира.
Компания владеет крупнейшим грузовым судном в истории Польши — балкером «Карпаты» (длина 229 метров), построенном на японской судоверфи Co. Tadotsu и принятым Polsteam 11 января 2013 года.

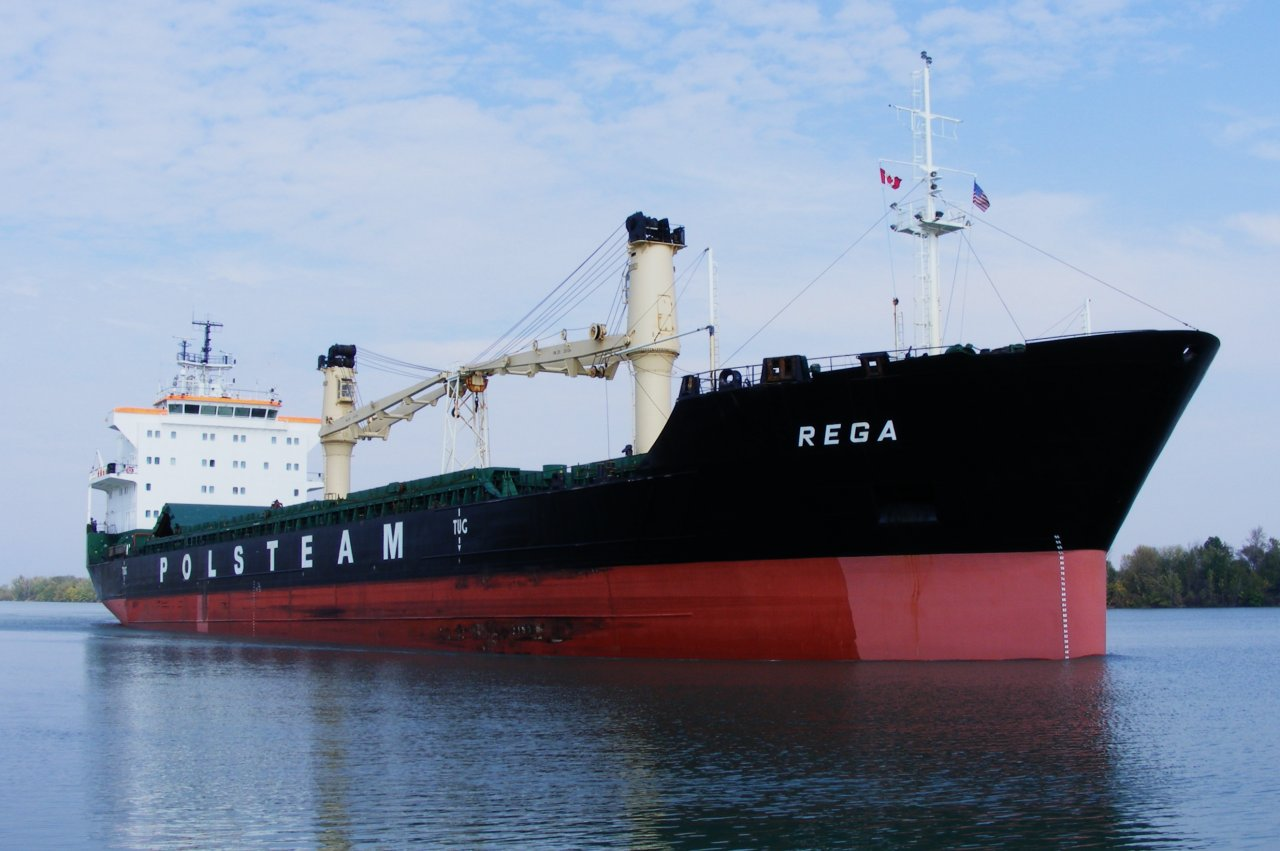
Rega
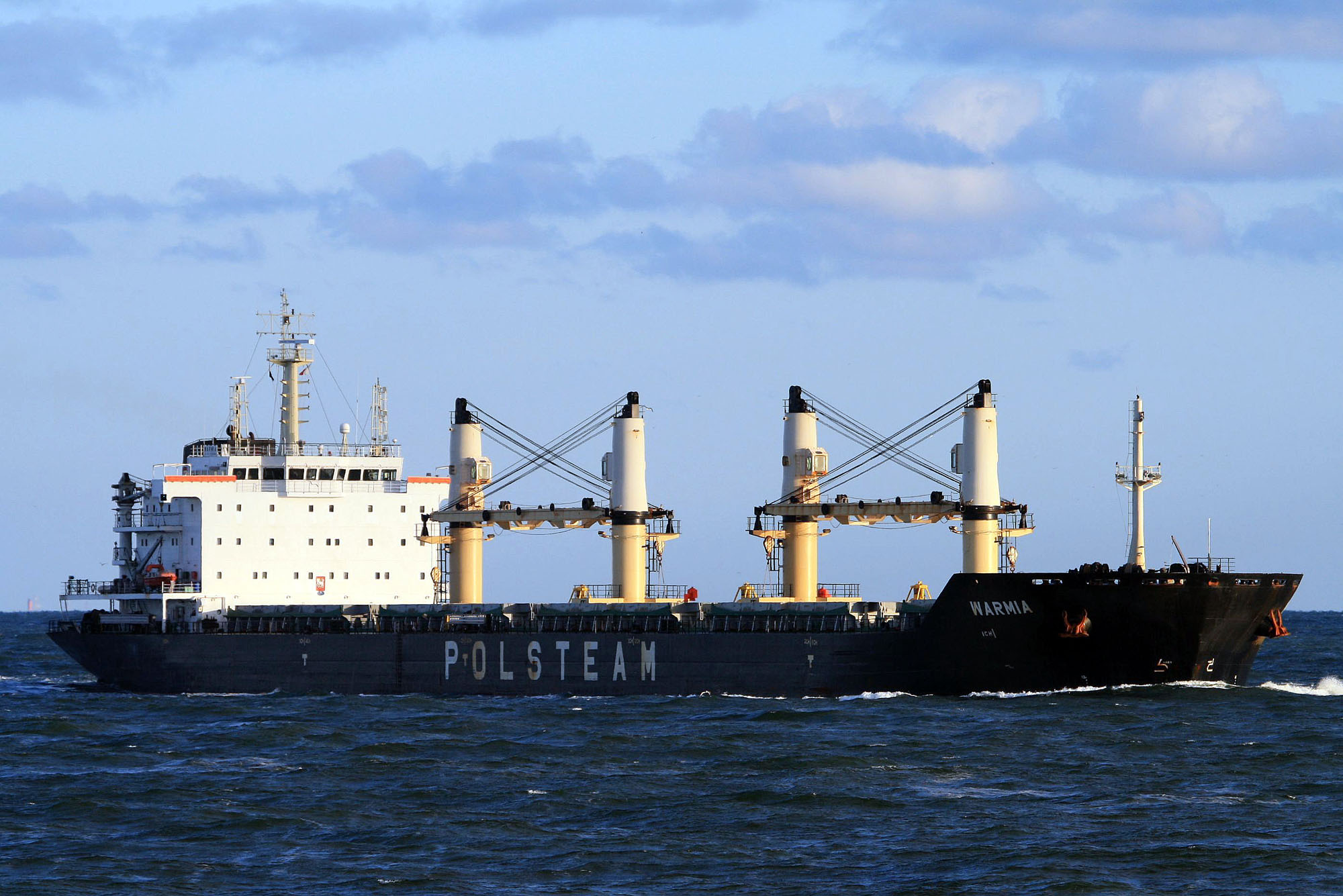
Warmia
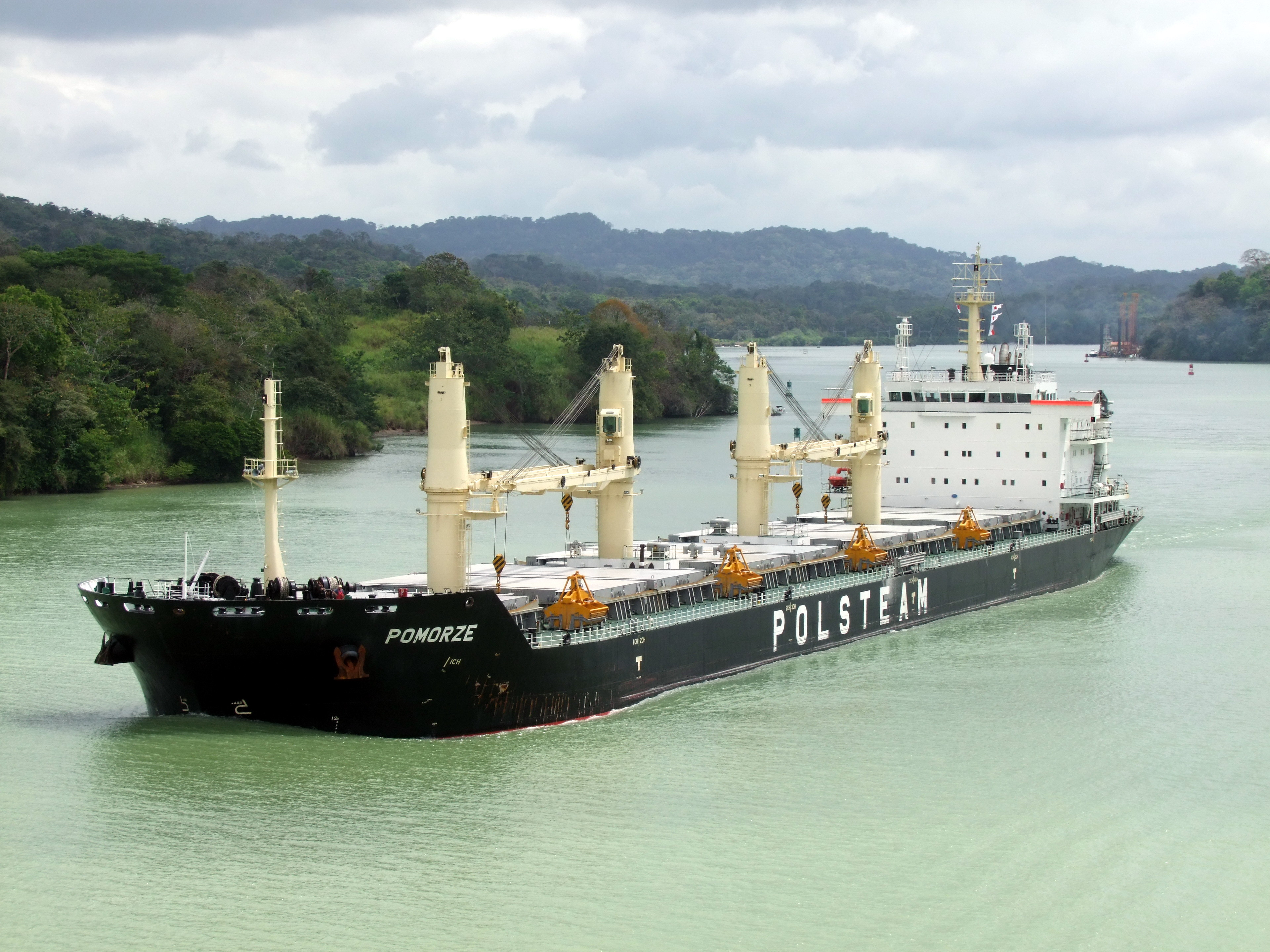
Pomorze
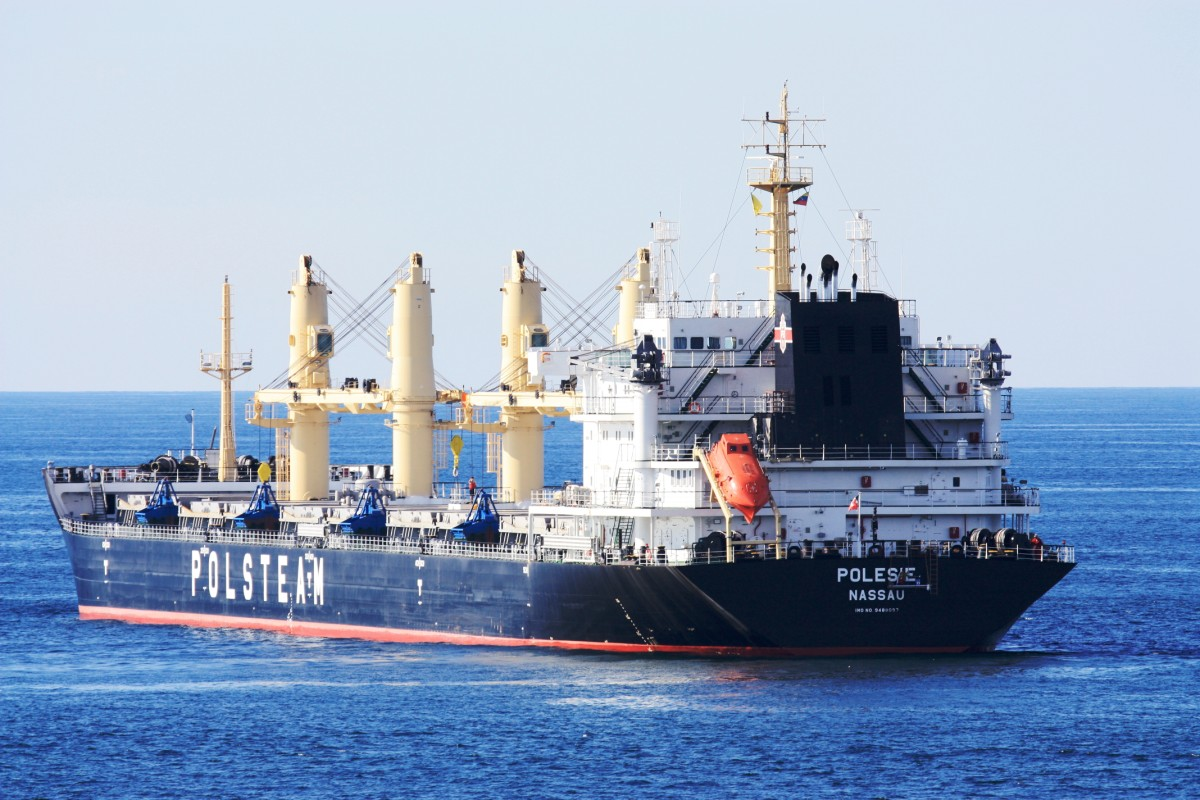
Polesie

## Дочерние и совместные предприятия
- Unity Line — создано Polsteam совместно с компанией Euroafrica. В её чартере находится три грузопассажирских парома «Polsteam».